# Rhopalomyia cristaegalli
Rhopalomyia cristaegalli är en tvåvingeart som beskrevs av Jean-Jacques Kieffer 1898. Rhopalomyia cristaegalli ingår i släktet Rhopalomyia och familjen gallmyggor. Inga underarter finns listade i Catalogue of Life.